# حامد شيري
حامد شيري (بالفارسية: حامد شیری) هو لاعب كرة قدم إيراني في مركز الدفاع، ولد في 16 أبريل 1986 في أمل في إيران. شارك مع منتخب إيران تحت 23 سنة لكرة القدم. أما مع النوادي، فقد لعب مع نادي سايبا ونادي شموشك نوشهر ونادي فجر شهيد سباسي ونادي نساجي مازندران.